# Hickory Creek
Hickory Creek è un centro abitato degli Stati Uniti d'America, situato nella contea di Denton dello Stato del Texas.
La popolazione era di 3.247 persone al censimento del 2010.

## Geografia fisica
Hickory Creek è situata a 33°06′36″N 97°01′50″W (33.110101, -97.030546), 30 miglia (48 km) a nord del centro di Dallas.
Secondo lo United States Census Bureau, ha un'area totale di 4,6 miglia quadrate (12 km²), di cui 4,5 miglia quadrate (12 km²) di terreno e 0,1 miglia quadrate (0,26 km²), o 1,30%, d'acqua.

## Società

### Evoluzione demografica
Secondo il censimento del 2000, c'erano 2.078 persone, 776 nuclei familiari e 622 famiglie residenti nella città. La densità di popolazione era di 458,1 persone per miglio quadrato (176,7/km²). C'erano 808 unità abitative a una densità media di 178,1 per miglio quadrato (68,7/km²). La composizione etnica della città era formata dal 93,46% di bianchi, l'1,20% di afroamericani, lo 0,72% di nativi americani, lo 0,72% di asiatici, l'1,83% di altre razze, e il 2,07% di due o più etnie. Ispanici o latinos di qualunque razza erano il 5,68% della popolazione.
C'erano 776 nuclei familiari di cui il 33,5% aveva figli di età inferiore ai 18 anni, il 68,4% erano coppie sposate conviventi, l'8,2% aveva un capofamiglia femmina senza marito, e il 19,8% erano non-famiglie. Il 15,2% di tutti i nuclei familiari erano individuali e il 3,1% aveva componenti con un'età di 65 anni o più che vivevano da soli. Il numero di componenti medio di un nucleo familiare era di 2,68 e quello di una famiglia era di 2,99.
La popolazione era composta dal 24,4% di persone sotto i 18 anni, il 6,4% di persone dai 18 ai 24 anni, il 30,5% di persone dai 25 ai 44 anni, il 31,2% di persone dai 45 ai 64 anni, e il 7,6% di persone di 65 anni o più. L'età media era di 40 anni. Per ogni 100 femmine c'erano 101,4 maschi. Per ogni 100 femmine dai 18 anni in giù, c'erano 99,0 maschi.
Il reddito medio di un nucleo familiare era di 69.313 dollari, e quello di una famiglia era di 74.107 dollari. I maschi avevano un reddito medio di 45.885 dollari contro i 36.103 dollari delle femmine. Il reddito pro capite era di 31.683 dollari. Circa il 3,3% delle famiglie e il 4,1% della popolazione erano sotto la soglia di povertà, incluso il 5,6% di persone sotto i 18 anni e il 4,0% di persone di 65 anni o più.